# Noelia Lalín
Noelia Lalín Canda (ur. 4 stycznia 1994) – hiszpańska zapaśniczka walcząca w stylu wolnym. Srebrna medalistka mistrzostw śródziemnomorskich w 2015 i 2016. Piąta na igrzyskach śródziemnomorskich w 2018; akademickich MŚ w 2014 i 2016 roku.